# Доњи Дабник
Доњи Дабник (буг. Долни Дъбник) град је у Републици Бугарској, у северном делу земље, седиште истоимене општине Доњи Дабник у оквиру Плевенске области.

## Географија
Положај: Доњи Дабник се налази у крајњем северном делу Бугарске. Од престонице Софије град је удаљен 150 km североисточно, а од обласног средишта, Плевена град је удаљен 17 km западно, па је град његово предграђе.
Рељеф: Област Доњег Дабника се налази у области бугарског дела Влашке низије. Градско подручје је равничарско до валовито, на приближно 110 m надморске висине. 
Клима: Клима у Доњем Дабнику је континентална.
Воде: Доњи Дабник се образовао близу речице Вит. У околини постоји више мањих водотока.

## Историја
Област Доњег Дабника је првобитно било насељено Трачанима, а после њих овом облашћу владају стари Рим и Византија. Јужни Словени ово подручје насељавају у 7. веку. Од 9. века до 1395. г. област је била у саставу средњовековне Бугарске.
После 5 векова турског јарма Доњи Дабник је постао 1878. г. део савремене бугарске државе. Насеље постаје средиште окупљања за села у околини, са више јавних установа и трговиштем.

## Становништво
По проценама из 2010. г. Доњи Дабник је имао око 4.600 ст. Огромна већина градског становништва су етнички Бугари. Остатак су махом Роми. Последњих деценија број становника у граду расте због ширења градског подручја оближњег Плевена.
Претежан вероисповест месног становништва је православна.

## Партнерски градови
- Волгодонск

## Галерија
- Градско литалиште
- Општина Доњи Дабник